# Oxira quadrata
Oxira quadrata är en fjärilsart som beskrevs av Walker 1857. Oxira quadrata ingår i släktet Oxira och familjen nattflyn. Inga underarter finns listade i Catalogue of Life.